# Hirntod
Als Hirntod (Adjektiv: hirntot) wird das irreversible Ende aller Hirnfunktionen – bei vorhandener Kreislaufaktivität und künstlich aufrechterhaltener Atmung – aufgrund von weiträumig abgestorbenen Nervenzellen bezeichnet. Der Hirntod wird oft als sicheres inneres Todeszeichen oder als „Äquivalent des menschlichen Todes“ angesehen. Wenn keine exogene Vergiftung oder Unterkühlung vorliegt, sind Bewusstlosigkeit, fehlende Reflexe, weite lichtstarre Pupillen und fehlende Spontanatmung sowie eine isoelektrische Linie im Elektroenzephalogramm Zeichen des eingetretenen Hirntods.

## Geschichte
Im Menschenbild der alten Ägypter wurde das Herz als Zentralorgan des Körpers gesehen und repräsentierte daher auch die Seele des Toten. Deshalb wurde das Herz bei der Mumifizierung als Sitz aller Körper- und Verstandeskräfte im Körper belassen, während die Eingeweide, Lunge, Leber und Magen in vier eigene Gefäße (Kanopen) gelegt wurden. Das Gehirn wurde vor der Mumifizierung meist entfernt. Dieses kardiozentrische Menschenbild prägte für Jahrtausende die meisten nachfolgenden Religionen und Kulturen. Das Ausbleiben von Herzschlag, Atmung und spontanen Bewegungen blieb bis zum Zeitalter der Aufklärung das allgemein gültige, allerdings nirgends normativ festgelegte Todeszeichen.
Im Jahr 1744 soll in England ein erstickter Bergmann von einem Chirurgen erfolgreich beatmet worden sein. 1774 berichteten die Transactions of the Royal Humane Society über die Reanimation eines Mädchens, das aus dem 1. Stock stürzte und von Ärzten im Krankenhaus für tot gehalten wurde. Elektroschocks hätten den Herzschlag wieder hergestellt.
Das Dogma des Herzstillstandes (Asystolie bzw. Kreislaufstillstand) als endgültiger Tod des Menschen geriet dadurch, aber auch durch die Ergebnisse der seitdem durchgeführten elektrischen Experimente an Gehirnen und Körpern frisch Verstorbener, ins Wanken. Dies führte zur Scheintodhysterie des ausgehenden 18. und frühen 19. Jahrhunderts: Weil man den Vorgang der Reanimation nicht verstand, hatten die Menschen die Sorge, scheintot begraben zu werden. Auf der Suche nach neuen sicheren Todeszeichen fand man schließlich die Todesstarre und die Todesflecken.
M.-F.-X. Bichat folgerte um 1800 aus seinen ausgedehnten anatomischen, histologischen und physiologischen Untersuchungen, dass die Aufrechterhaltung einer zellulären Ordnung ein wesentliches Merkmal des Lebens sei und die Auflösung dieser Ordnung den Tod bedeutet. Er postulierte, dass ein Organismus aus Funktionen auf unterschiedlichen zellulären Ebenen beruhe und dass diese Funktionen nicht zwangsläufig gleichzeitig enden müssen. Er grenzte vegetative Grundfunktionen (Atmung, Kreislauf, Stoffwechsel) als „organisches Leben“ von dem Komplex höherer Gehirnleistungen (Bewusstsein, Sinneswahrnehmungen) ab. In Konsequenz dieser Ergebnisse prägte er den Begriff „Hirntod“.
Trotz Bichats Erkenntnissen galt in der Medizin weiterhin ein Mensch dann als tot, wenn seine Atmung und seine Herztätigkeit stillstanden. Der russische Reanimationsforscher Wladimir A. Negowski (1909–2003) stellte fest, dass der Versuch einer Reanimation sinnlos ist, wenn das Gehirn abgestorben ist. So schrieb er in den 1940er-Jahren: „Für eine lange Zeit waren wir der Ansicht, dass die jüngste Kontraktion des Herzens der letzte ‚Akkord des Lebens‘ sei. Wir sprechen jetzt nicht so, denn nach Beendigung der Herztätigkeit ist noch für einige Minuten die Wiederherstellung des zentralen Nervensystems möglich. In der Tat ist der letzte ‚Akkord des Lebens‘ die noch verbleibenden Zeichen der Vitalität des Gehirns.“
Durch Einführung der künstlichen Beatmung und anderer intensivmedizinischer Techniken gab es ab den 1950er Jahren immer wieder Patienten mit schwerer Hirnschädigung ohne Eigenatmung. Bald erkannte man, dass bei einigen von ihnen nach einigen Tagen des tiefen Komas unweigerlich der Blutkreislauf zusammenbricht. Auf die Frage, wie man mit ihnen verfahren sollte, antwortete 1957 Papst Pius XII.: „Wenn tiefe Bewußtlosigkeit für permanent befunden wird, dann sind außerordentliche Mittel zur Weitererhaltung des Lebens nicht obligatorisch. Man kann sie einstellen und dem Patienten erlauben zu sterben.“
Pierre Mollaret und Maurice Goulon beschrieben 1959 erstmals mit dem Begriff „Coma dépassé“ (jenseits/unterhalb des Komas) einen Zustand, welcher bei künstlicher Beatmung keinerlei Lebenszeichen des Gehirns erkennen ließ, der nicht umkehrbar war und irgendwann zum Tod durch Herzversagen führte. Der Begriff „Hirntod“ von Bichat wurde von ihnen nicht aufgegriffen.
1960 veröffentlichten Wertheimer, Rougemont, Jouvet und Descotes in einem Artikel, dass sie eine künstliche Beatmung beendet haben. Als Kriterien für ihr Handeln nannten sie: Nachweis der völligen Areflexie, keine Eigenatmung, die Nulllinie im EEG und eine fehlende angiographische Darstellung der Hirndurchblutung. Diese Untersuchungen sind noch heute Grundlage der Hirntoddiagnostik.
Am 10. Mai 1966 stellte die Kommission der französischen „Académie Nationale de Médicine“ das Ergebnis ihrer Arbeit vor: Der irreversible Funktionsverlust des Gehirns wurde als neues Todeskriterium eingeführt.
Im April 1968 stellte die Kommission der Deutschen Gesellschaft für Chirurgie das Ergebnis ihrer Arbeit unter dem Titel „Todeszeichen und Todeszeitbestimmung“ vor. Nach der französischen medizinischen Akademie bejaht auch die Deutsche Gesellschaft für Chirurgie das Hirntodkonzept. Menschen mit irreversiblem Funktionsverlust des Gehirns werden als Tote angesehen.
Eine Kommission der Harvard Medical School veröffentlichte am 5. August 1968 eine Definition dieses Begriffs und schlug vor, den entsprechenden Zustand als Hirntod zu bezeichnen und als neues Todeskriterium festzulegen. Begründet wurde dies einerseits damit, den Status der komatösen Patienten zu klären und die künstliche Beatmung einstellen zu können, und andererseits damit, Kontroversen bei der Beschaffung von Organen zur Transplantation zu vermeiden.
Diese neue Todesdefinition wurde in den folgenden Jahren von vielen Ländern übernommen.
In Deutschland brachte der Wissenschaftliche Beirat der deutschen Bundesärztekammer im Jahr 1982 eine „Entscheidungshilfe zur Feststellung des Hirntodes“ heraus. In ihr hat man den Hirntod als einen „irreversiblen Verlust der Großhirn- und der Hirnstammfunktion“ gekennzeichnet. 1986 erfolgte die 1. Fortschreibung. Darin definierte man den Hirntod wiederum als einen „irreversiblen Verlust der Großhirn- und der Hirnstammfunktion“. 1991 folgte die 2. Fortschreibung, in ihr wurde der Hirntod definiert „als Zustand des irreversiblen Erloschenseins der Gesamtfunktion des Großhirns, des Kleinhirns und des Hirnstamms“. 1997 folgte die 3. Fortschreibung mit ähnlichem Wortlaut.
Im Herbst 1997 wurde in Deutschland das Transplantationsgesetz (TPG) verabschiedet. Dort wurde in § 3 Abs. 2 der Hirntod als der „nicht behebbare Ausfall der Gesamtfunktion des Großhirns, des Kleinhirns und des Hirnstamms nach Verfahrensregeln, die dem Stand der Erkenntnisse der medizinischen Wissenschaft entsprechen“, legal definiert. In sprachlicher Anpassung an das TPG erfolgte im Jahr 1998 eine neue Ausgabe der 3. Fortschreibung, die nun zur „Richtlinie“ aufgewertet wurde. Am 30. März 2015 brachte das Bundesministerium für Gesundheit die 4. Fortschreibung als neue Richtlinie „zur Feststellung des Todes“ heraus. Darin heißt es in Anlehnung an § 3 Abs. 2 TPG:

„Mit der Feststellung des endgültigen, nicht behebbaren Ausfalls der Gesamtfunktion des Großhirns, des Kleinhirns und des Hirnstamms (irreversibler Hirnfunktionsausfall) ist naturwissenschaftlich-medizinisch der Tod des Menschen festgestellt.“

## Hirntod als Tod des Menschen

### Deutschland
In Deutschland ist in keinem Gesetzeswerk der Tod definiert. Im Transplantationsgesetz (TPG) ist der Tod des Menschen indirekt mit dem Hirntod verknüpft:
- In § 3 Abs. 1 TPG heißt es, dass eine Organentnahme nur zulässig ist, wenn „der Tod des Organ- oder Gewebespenders nach Regeln, die dem Stand der Erkenntnisse der medizinischen Wissenschaft entsprechen, festgestellt ist“.
- In Absatz 2 heißt es weiter, dass eine Organentnahme unzulässig ist, wenn „nicht vor der Entnahme bei dem Organ- oder Gewebespender der endgültige, nicht behebbare Ausfall der Gesamtfunktion des Großhirns, des Kleinhirns und des Hirnstamms nach Verfahrensregeln, die dem Stand der Erkenntnisse der medizinischen Wissenschaft entsprechen, festgestellt ist“.

Am 6. Juni 2015 trat die am 30. März 2015 vom Bundesministerium für Gesundheit erschienene „Richtlinie gemäß § 16 Abs. 1 S. 1 Nr. 1 TPG für die Regeln zur Feststellung des Todes nach § 3 Abs. 1 S. 1 Nr. 2 TPG und die Verfahrensregeln zur Feststellung des endgültigen, nicht behebbaren Ausfalls der Gesamtfunktion des Großhirns, des Kleinhirns und des Hirnstamms nach § 3 Abs. 2 Nr. 2 TPG“ in Kraft. Darin sind einige Bezüge zum Tod des Menschen enthalten:
- Seite 2: „Mit der Feststellung des endgültigen, nicht behebbaren Ausfalls der Gesamtfunktion des Großhirns, des Kleinhirns und des Hirnstamms (irreversibler Hirnfunktionsausfall) ist naturwissenschaftlich-medizinisch der Tod des Menschen festgestellt.“
- Seite 3: „Die Ursache und die Schwere der zum Tod führenden Hirnschädigung müssen zweifelsfrei belegt sein.“
- Seite 23 und 25: „Damit ist der Tod des Patienten festgestellt am … um … Uhr.“ (Protokollbogen, den der untersuchende Arzt zu unterschreiben hat.)

### Österreich
In Österreich hat der Oberste Sanitätsrat im Jahr 2013 eine Empfehlung zur Todesfeststellung herausgebracht. Darin die „Definition des Todes“:

„Der Mensch ist tot, wenn die Funktion des gesamten Gehirns (= Großhirn, Kleinhirn und Hirnstamm) irreversibel ausgefallen ist. Dies führt durch den Ausfall der zentralen Steuerfunktionen zum Absterben aller Organe, Gewebe und Zellen.
Ursächlich kann der Tod eintreten durch
- irreversiblen Funktionsausfall des gesamten Gehirns infolge primärer oder sekundärer Gehirnschädigung (Hirntod bei erhaltenem Kreislauf),
- anhaltenden Kreislaufstillstand, der die Durchblutung bis zum irreversiblen Funktionsausfall des gesamten Gehirns unterbricht (Hirntod nach Kreislaufstillstand).“

### Schweiz
In der Schweiz ist der Tod in Artikel 9 Transplantationsgesetz definiert.

„
1. Der Mensch ist tot, wenn die Funktionen seines Hirns einschliesslich des Hirnstamms irreversibel ausgefallen sind.

2. Der Bundesrat erlässt Vorschriften über die Feststellung des Todes. Er legt insbesondere fest:
 a. welche klinischen Zeichen vorliegen müssen, damit auf den irreversiblen Ausfall der Funktionen des Hirns einschliesslich des Hirnstamms geschlossen werden darf;
b. die Anforderungen an die Ärztinnen oder Ärzte, die den Tod feststellen.“

## Diagnostik und Verfahren
Die Diagnose des Hirntodes kann nur während einer intensivmedizinischen Behandlung mit künstlicher Beatmung, Kreislauftherapie und Hormonersatztherapie im Krankenhaus erfolgen. Durch die maschinellen Unterstützungsmaßnahmen können die Durchblutung und die Sauerstoffversorgung der Organe langfristig aufrechterhalten werden, wenn keine weiteren Komplikationen auftreten.
Der Hirntod wird in Deutschland eher selten diagnostiziert.
Bevor die Untersuchungen zur Hirntodfeststellung eingeleitet werden, müssen folgende Voraussetzungen überprüfbar erfüllt sein:
1. Vorliegen einer akuten primären oder sekundären Hirnschädigung,
2. Ausschluss einer anderen Ursache oder Mitursache für einen (eventuell nur zeitweiligen) Ausfall der Hirnfunktionen (z. B. Vergiftung).

Die Feststellung des Hirntodes erfolgt anhand klinischer und optional apparativer Kriterien.

### Klinische Kriterien
Die klinischen Kriterien sind:
1. der Verlust des Bewusstseins (Koma),
2. eine Areflexie des Hirnstamms (z. B. mittel- bis maximal weite und lichtstarre Pupillen, fehlende Schmerzreaktion im Trigeminusbereich, fehlender Lidschlussreflex, Puppenkopfphänomen, fehlender Schluck- und Hustenreflex), wobei autonome Reflexe auf Rückenmarksebene erhalten sein können,
3. der Verlust der Spontanatmung (Apnoe).

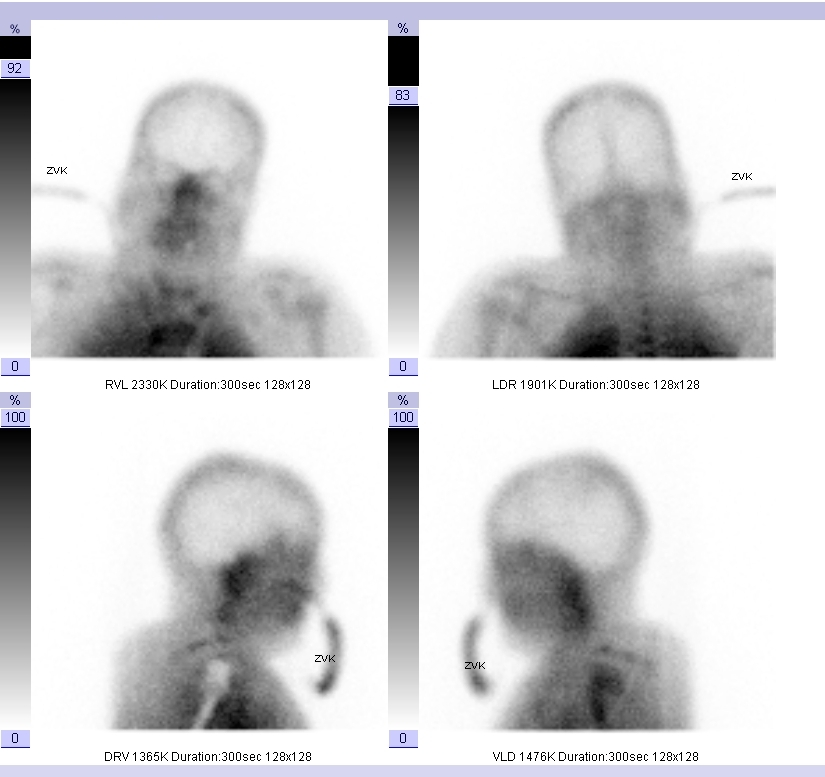
Fehlende Hirnperfusion in der Hirnperfusionsszintigrafie

Dass es sich um einen unumkehrbaren Ausfall aller Hirnfunktionen (also um Hirntod) handelt, wird durch eine erneute Untersuchung der klinischen Kriterien nach festgelegter, adäquater Wartezeit (12, 24 beziehungsweise 72 Stunden je nach Alter und Lokalisation der primären Hirnläsion) nachgewiesen, oder durch eine ergänzende apparative Untersuchung.

### Apparative Kriterien
Zu den apparativen Kriterien gehören:
1. Ein Nulllinien-Elektroenzephalogramm (EEG). Die EEG-Untersuchung soll in Anlehnung an die Richtlinien der Deutschen Gesellschaft für klinische Neurophysiologie durchgeführt werden. Ergibt die EEG-Ableitung über einen Zeitraum von mindestens dreißig Minuten eine hirnelektrische Stille, also ein sogenanntes Nulllinien-EEG, so ist die Irreversibilität des Hirnfunktionsausfalls ohne weitere Beobachtungszeit nachgewiesen. Laut Aussagen der Deutschen Stiftung Organtransplantation (DSO) konnten in Ausnahmefällen EEG-Aktivitäten trotz klinischer Hirntod-Zeichen und nachgewiesenen Durchblutungsstillstands beobachtet werden. Die Ursache: „sog. Anastomosen (Gefäßverbindungen) in den Randgebieten zwischen der (unterbrochenen) Blutversorgung hirneigener Arterien und dem noch intakten Kreislauf der äußeren Halsschlagader […], welche die Gesichtsweichteile, aber auch die Hirnhäute versorgt. Hierdurch kann es zu einem Überleben umschriebener Nervenzellpopulationen nach Eintreten des Hirntodes kommen.“[27]
2. Ein mittels zerebraler Hirnperfusionsszintigraphie oder Doppler-Sonographie festgestellter Durchblutungsstopp in allen hirnversorgenden Gefäßen. Bei der Perfusionsszintigraphie wird eine schwach radioaktiv markierte Substanz injiziert und ihre Verteilung im Gehirn verfolgt. Bei intakter Hirndurchblutung lässt sich die Markierungssubstanz über Stunden in den durchbluteten Hirnregionen nachweisen. Bei einem Hirntoten hingegen stellt sich die Schädelhöhle infolge eines Abbruchs der gesamten Hirndurchblutung „leer“ dar. Bei der Dopplersonographie werden die Hirnbasisarterien beschallt. Anhand der Reflexion des Schallsignals wird die Blutflussgeschwindigkeit in den Hirngefäßen gemessen. Die Dopplersonographie darf nur von einem hierin erfahrenen Untersucher vorgenommen werden und muss mindestens zweimal im Abstand von wenigstens 30 Minuten erfolgen.
3. Der Ausfall der akustischen oder somatosensiblen evozierten Potenziale bei einer primären Läsion des Großhirns und bei einer sekundären Hirnschädigung (Sauerstoffmangel des Gehirns z. B. nach Wiederbelebung des Herzens). Dabei ist die Reizantwort des Gehirns auf einen peripheren Nervenreiz unumkehrbar aufgehoben. Evozierte Potentiale sind hirnelektrische Potentialschwankungen auf akustische (AEP, akustisch evozierte Potentiale) oder elektrische (SEP, somatosensibel evozierte Potentiale) Reize.

Durch ein besseres Verständnis der Vorgänge im Sterbeprozess lässt sich seit Anfang der 2000er Jahre die Erfolgsquote bei der Reanimation von Patienten mit Herzstillstand steigern. Im Gehirn von sterbenden Ratten beobachteten Forscher 2013 während eines kurzen Zeitraums nach einem Herzstillstand ein extrem intensives Aktivitätsmuster, das auf eine ähnliche kurzzeitige neuronale Aktivitätssteigerung beim Menschen vor dem Eintritt des Hirntods schließen lässt.

## Rechtssichere Todesfeststellung
Nach abgeschlossener Hirntoddiagnostik und festgestelltem Hirntod kann ein Totenschein ausgestellt werden. „Festgestellt wird nicht der Zeitpunkt des eintretenden, sondern der Zustand des bereits eingetretenen Todes. Als Todeszeit wird die Uhrzeit registriert, zu der die Diagnose und Dokumentation des irreversiblen Hirnfunktionsausfalls abgeschlossen sind.“
Um den Hirntod rechtssicher festzustellen, wurden in Deutschland mit der neuen Richtlinie „zur Feststellung des Todes“ (2015) die Kriterien an die untersuchenden Ärzte stark angehoben: „Die den irreversiblen Hirnfunktionsausfall in der Intensivmedizin feststellenden und protokollierenden Ärzte müssen Fachärzte sein und über eine mehrjährige Erfahrung in der Intensivbehandlung von Patienten mit akuten schweren Hirnschädigungen verfügen. … Mindestens einer der den irreversiblen Hirnfunktionsausfall feststellenden Ärzte muss ein den obigen Anforderungen entsprechender Facharzt für Neurologie oder Neurochirurgie sein. Bei der Feststellung des irreversiblen Hirnfunktionsausfalls von Kindern bis zum vollendeten 14. Lebensjahr muss zusätzlich einer der Ärzte ein den obigen Anforderungen entsprechender Facharzt für Kinder- und Jugendmedizin sein.“
Seit der „Entscheidungshilfe zur Feststellung des Hirntodes“ des Jahres 1982 bis zur 4. Fortschreibung (2015) ist die Hirntoddiagnostik durchgehend auf 3 Säulen aufgebaut:
1. Voraussetzungen
  1. Schwere akute Hirnschädigung
  2. Keine anderen Ursachen der Ausfallsymptome des Gehirns (z. B. Intoxikation, primäre Unterkühlung, Kreislaufschock)
2. Klinische Symptome
  1. Koma
  2. Hirnstamm-Areflexie
  3. Apnoe
3. Irreversibilitätsnachweis
  1. Beobachtungszeit
  2. ergänzende Untersuchungen (alternativ)

Sollen dem Patienten nach der Feststellung Organe entnommen werden, so muss die Feststellung des Hirntods durch Ärzte erfolgen, die nicht an der Organentnahme oder der Transplantation beteiligt sind.
Eine zusätzliche apparative Untersuchung ist nur in den Fällen zwingend erforderlich, in denen die primäre Schädigung im Bereich des Hirnstamms oder des Kleinhirns lag (primär infratentorielle Hirnschädigung). Die apparative Zusatzuntersuchung kann jedoch als Beweis der Irreversibilität der klinischen Ausfallsymptome die Wartezeit verkürzen.
Das für die Schweiz gültige Verfahren der Todesfeststellung findet sich in den medizinisch-ethischen Richtlinien zur Feststellung des Todes mit Bezug auf Organtransplantationen der Schweizerischen Akademie der Medizinischen Wissenschaften (SAMW).
In der Informationsbroschüre Kein Weg zurück … des Arbeitskreises Organspende wird folgende Aussage gemacht:

„Es ist richtig, dass die unübersehbare Vielzahl von Hirnfunktionen nicht durch klinische oder apparative Untersuchungen in ihrer Gesamtheit erfasst werden kann. Dies ist aus medizinischer Sicht auch unnötig. Vielmehr soll durch die Hirntoddiagnostik die Vollständigkeit und Endgültigkeit einer Schädigung des Gehirns als funktionierendes Ganzes festgestellt werden. Die Gültigkeit dieses Konzepts ist empirisch begründet, d. h. durch Erfahrung mit vielen Tausend Hirntodfällen belegt. Es erhebt nicht den Anspruch, den Tod jeder einzelnen Hirnzelle nachzuweisen.“

## Bedeutung hinsichtlich Organspende
Die Feststellung des Hirntodes erfolgt nicht primär zum Zweck einer Organentnahme, sondern zur Beendigung einer sinnlos gewordenen Therapie. Da jedoch vor Beendigung der intensivmedizinischen Behandlung Organe gespendet werden können, stellt sich die Frage nach der Möglichkeit der Organentnahme. Die Feststellung des Hirntodes ist in Deutschland die Voraussetzung für die Organentnahme.
Spätestens mit der Feststellung des Hirntodes entfällt die Pflicht (und das Recht) des Arztes, therapeutisch ausgerichtete Maßnahmen zu ergreifen. Daher können sich die organprotektive Intensivtherapie – die sogenannte Spenderkonditionierung – und die Vorbereitungen zur Organentnahme und Transplantation nur mit Zustimmung zur Organspende anschließen. Falls einer Organspende nicht zugestimmt wurde, wird die medizinische Therapie in der Regel beendet und das Beatmungsgerät abgestellt.
Nach § 3 des deutschen Transplantationsgesetzes (TPG) ist die Hirntodfeststellung nach den Regeln, die dem Stand der Erkenntnisse der medizinischen Wissenschaft entsprechen, Voraussetzung zur Organentnahme. Die dem Stand der Erkenntnisse entsprechenden Regeln sind derzeit mit dem Hirntod identisch, so dass dieser juristisch als Todeskriterium z. B. im Erbrecht oder im Personenstandsrecht akzeptiert wird.

## Ethische und moralische Standpunkte

### Christliche Kirchen
Im Jahre 1990 verabschiedeten die beiden großen Kirchen die gemeinsame Erklärung „Organtransplantationen – Erklärung der Deutschen Bischofskonferenz und des Rates der EKD“. Darin heißt es:
„Die meisten zu übertragenden Organe werden nicht lebenden, sondern hirntoten Spendern entnommen. Der äußere Unterschied zwischen Herztod und Hirntod kann irrtümlich so gedeutet werden, als ob Gewebe und Organe schon vor und nicht erst nach dem Tod des Spenders entnommen würden. Daher ist für das Vertrauen in die Transplantationsmedizin nicht nur die ärztlich selbstverständliche sichere Feststellung des Todes vor der Organspende entscheidend wichtig, sondern auch die allgemeine Kenntnis des Unterschieds zwischen Herztod und Hirntod.“
Weiter heißt es darin:
„Der Hirntod bedeutet ebenso wie der Herztod den Tod des Menschen. Mit dem Hirntod fehlt dem Menschen die unersetzbare und nicht wieder zu erlangende körperliche Grundlage für sein geistiges Dasein in dieser Welt.“
Die römisch-katholische Kirche akzeptiert die Hirntod-Definition, nach der das Ausbleiben messbarer Hirnströme über einen Zeitraum von mindestens sechs Stunden den Tod des Menschen anzeigt.
Am 27. April 2015 brachte die Deutsche Bischofskonferenz die Arbeitshilfe „Hirntod und Organspende“ heraus. Darin heißt es auf Seite 6: „Nach jetzigem Stand der Wissenschaft stellt das Hirntod-Kriterium im Sinne des Ganzhirntodes – sofern es in der Praxis ordnungsgemäß angewandt wird – das beste und sicherste Kriterium für die Feststellung des Todes eines Menschen dar, sodass potenzielle Organspender zu Recht davon ausgehen können, dass sie zum Zeitpunkt der Organentnahme wirklich tot und nicht nur sterbend sind.“

### Islam
Die Haltung zum Hirntod ist in der islamischen Religion uneinheitlich. Betrachtet man jedoch die Entwicklung von 1981 bis 1997, so ist ein Trend zu erkennen:
- 1981 legte das kuwaitische Religionsministerium fest, dass ein Mensch nicht als tot angesehen werden könne, solange seine Herz- und Kreislaufaktivitäten – wenn auch künstlich – vorhanden sind: „Es ist nicht möglich, diese Person aufgrund des Hirntodes als tot zu betrachten, wenn in ihrem Kreislauf- und Atmungsapparat Leben ist, wenn auch apparativ.“[41]
- 1986 wurde auf einer Konferenz islamischer Rechtsgelehrter in Amman der Hirntod dem Herztod in einer Fatwa gleichgestellt.[42] Darin heißt es: „Der menschliche Tod, und alle daraus entstehenden islamisch-rechtlichen Konsequenzen, gilt bei Vorliegen einer der beiden folgenden Zustände:
  1. Bei vollständigem, irreversiblem, ärztlich festgestelltem Herz- und Atemstillstand,
  2. Bei irreversiblem, ärztlich festgestelltem Ausfall der Hirnfunktion, auch wenn die Herz- und Atemfunktion noch mechanisch aufrechterhalten wird, bzw. mechanisch aufrechterhalten werden kann.“[43][Anm. 2]
- 1997 empfahl der Zentralrat der Muslime in Deutschland die Festlegung des Hirntodes als Todeskriterium, was sich mit der Meinung der meisten islamischen Gelehrten decke.[44]

### Deutscher Bundestag
Im Rahmen der Gesetzgebung zum Transplantationsgesetz hat sich auch der Deutsche Bundestag wiederholt mit dem Thema auseinandergesetzt. Die derzeit geltenden gesetzlichen Bestimmungen sind 2013 durch eine Kleine Anfrage zum Thema Hirntod und die Antwort der Bundesregierung in erneute Diskussion geraten, da erhebliche Zweifel an den zugrunde liegenden Definitionen bestehen und die Frage, ob Hirntote nicht eher als Sterbende denn als Tote zu bezeichnen wären, nicht abschließend geklärt scheint.

### Deutscher Ethikrat
Am 24. Februar 2015 veröffentlichte der Deutsche Ethikrat die „Stellungnahme Hirntod und Entscheidung zur Organspende“. Darin sprachen sich 7 Mitglieder dagegen aus, den Hirntod als Tod des Menschen anzusehen, für 18 Mitglieder ist der Hirntod hingegen der Tod des Menschen.

### Würde der Hirntoten
Der hohe juristische Würdeschutz zu Lebzeiten endet mit dem Absterben des Menschen als lebender Organismus, also mit dem Tod. Allerdings ist die Würde toter Menschen nicht gänzlich ungeschützt, sondern ein eingeschränkter Würdeschutz reicht über den Todeszeitpunkt hinaus. § 168 StGB schützt die Totenruhe, und die meisten Bestattungsgesetze der Länder achten ausdrücklich die Würde der Toten und schreiben einen angemessenen Umgang damit vor.
Im Transplantationsgesetz ist § 6 der „Achtung der Würde des Organ- und Gewebespenders“ gewidmet:

"(1) Die Organ- oder Gewebeentnahme bei verstorbenen Personen und alle mit ihr zusammenhängenden Maßnahmen müssen unter Achtung der Würde des Organ- oder Gewebespenders in einer der ärztlichen Sorgfaltspflicht entsprechenden Weise durchgeführt werden.

(2) Der Leichnam des Organ- oder Gewebespenders muss in würdigem Zustand zur Bestattung übergeben werden. Zuvor ist dem nächsten Angehörigen Gelegenheit zu geben, den Leichnam zu sehen."

## Gemeinsame Erklärungen und Richtlinien

### Gemeinsame Erklärungen medizinischer Gesellschaften
Verschiedene medizinische Gesellschaften brachten seit 1994 immer wieder gemeinsame Erklärungen zum Hirntod heraus. Außer der BÄK hat keine dieser Gesellschaften etwas mit Organspende zu tun. In allen diesen gemeinsamen Erklärungen wird der Hirntod als sicheres Todeszeichen genannt.
Die gemeinsame Erklärungen der DGN, DGNI, DGNC, DPG, DIVI, BÄK und WB-BÄK zum Hirntod sind:
| 1994 DGNI DGN DGNC DPG           | 1997 BÄK DGAI DGCH DGIM DGNC DGN DPG |                                                                                        |
| 2001 DGAI DGN DGNC BÄK WB-BÄK    | 2002 DGN DIVI DGNC                   |                                                                                        |
| 2012 DGNI DGN DGNC (PDF; 324 kB) | 2014 DGNI DGN DGNC (PDF; 164 kB)     | 2015 DGNI DGN DGNC (PDF, Archivierte Version vom 7. November 2017 im Internet Archive) |

Die gemeinsame Erklärung der DGAI, DGNC, DGN und DPG (1994) beginnt mit den Worten:

„Mißverständliche und unzutreffende Äußerungen auch von Ärzten zum Tod durch völligen und endgültigen Hirnausfall (‚Hirntod‘) können die Bevölkerung verunsichern und ihr Vertrauen zu den Ärzten schädigen.“
Die gemeinsame Erklärung der DGAI, DGN, DGNC BÄK und WB-BÄK (2001) enthält: „Übereinstimmend auch mit der neueren wissenschaftlichen Literatur wird gegenüber anders lautenden und missverständlichen Äußerungen – leider auch einzelner Ärzte – klargestellt:“
Die zentralen Aussagen dieser gemeinsamen Erklärungen lauten zusammengefasst:
- 1994 - DGNI, DGN, DGNC, DPG
  - Es gibt nur einen Tod, den Hirntod.
  - Seine Feststellung erfolgt als Nachweis eines bereits unabänderlichen Zustands.
  - Ein Mensch, dessen Gehirn abgestorben ist, kann nichts mehr aus seinem Inneren und aus seiner Umgebung empfinden, wahrnehmen, beobachten und beantworten, nicht mehr denken, nichts mehr entscheiden.
  - Mit dem völligen und endgültigen Ausfall der Tätigkeit seines Gehirns hat der Mensch aufgehört, ein Lebewesen in körperlich-geistiger oder in leiblich-seelischer Einheit zu sein.
  - Das Gehirn stirbt ab, wenn die Sauerstoffversorgung des Hirngewebes mehrere Minuten unterbrochen wird oder wenn der Druck im Hirnschädel den arteriellen Blutdruck übersteigt und dadurch die Hirndurchblutung aufhört.
  - Auch wenn das Gehirn abgestorben ist, lässt sich die im Herzen selbst entstehende Herztätigkeit durch intensivmedizinische Maßnahmen und durch Beatmung aufrechterhalten.
  - Der Tod wird unabhängig davon festgestellt, ob eine anschließende Organentnahme möglich ist.
- 1997 - BÄK, DGAI, DGCH, DGIM, DGNC, DGN, DPG
  - Die oftmals irreführende öffentliche Diskussion haben zu einer Verunsicherung in der Bevölkerung geführt.
  - Das TPG muss Rechtssicherheit schaffen, dass Hirntote Tote sind.
  - Das TPG soll die praktizierte erweiterte Zustimmungslösung beibehalten.
  - Das TPG soll eine patientenorientierte Verteilung der Organe vorschreiben.
- 2001 – DGAI, DGN, DGNC, BÄK, WB-BÄK
  - Seit 1982 gibt es die Entscheidungshilfen zur Feststellung des Hirntodes.
  - 1993 wurde vom WB-BÄK die anthropologische Begründung für die Bedeutung des Hirntods als sicheres inneres Todeszeichen des Menschen dargelegt.
  - Übereinstimmend auch mit der neueren wissenschaftlichen Literatur wird gegenüber anders lautenden und missverständlichen Äußerungen – leider auch einzelner Ärzte – klargestellt:
    - An der biologisch begründeten Definition des Hirntods, an der Sicherheit der Hirntodfeststellung und an der Bedeutung des Hirntods als sicheres inneres Todeszeichen des Menschen hat sich nichts geändert.
    - Nach dem Hirntod gibt es keine Schmerzempfindung mehr. Deshalb sind nach dem Hirntod bei Organentnahmen keine Maßnahmen zur Schmerzverhütung (zum Beispiel Narkose) nötig. Die Tätigkeit eines Anästhesisten bei der Organentnahme … dient ausschließlich der Erhaltung der Funktionsfähigkeit der zu entnehmenden Organe.
- 2002 - DGN, DIVI, DGNC
  - An der Definition, an der Sicherheit der Feststellung und an der Bedeutung des Hirntods als sicheres inneres Todeszeichen des Menschen hat sich nichts geändert.
  - Nach dem Hirntod gibt es keine Schmerzempfindung mehr. Bei Organentnahmen nach dem Hirntod ist keine Narkose zur Schmerzverhütung nötig.
  - Hirntod bedeutet irreversibel erloschene Gesamtfunktion des Großhirns, des Kleinhirns und des Hirnstamms, festgestellt während einer Intensivbehandlung und kontrollierter Beatmung mit allein dadurch noch aufrechterhaltener Herz- und Kreislauffunktion.
  - Diese Definition des Hirntods … beruht damit allein auf naturwissenschaftlichen Befunden und Zusammenhängen.
  - Der Hirntod als irreversibler Verlust der gesamten Hirntätigkeit kann und muss eindeutig von allen Zuständen eines reversiblen oder partiellen Hirnausfalls unterschieden werden.
  - Der Tod als biologisches Lebensende des Menschen kann und muss eindeutig vom Tod der Körperteile unterschieden werden.
  - Die Medizin verdankt ihren Fortschritt den Naturwissenschaften, den Geisteswissenschaften ihre Menschlichkeit. Nur mit beiden zusammen kann der Arzt dem Menschen dienen.
- 2012 – DGNI, DGN, DGNC (PDF; 324 kB)
  - Der nachgewiesene Hirntod ist ein wissenschaftlich belegtes sicheres Todeszeichen. Diesbezügliche Bedenken halten einer wissenschaftlichen Überprüfung nicht stand.
  - Der Nachweis des Hirntodes ist in Richtlinien festgelegt. Sie geben den Stand der Erkenntnisse der medizinischen Wissenschaft wieder.
  - Scheinbare Widersprüche zwischen den Ergebnissen der Untersuchungen ohne und mit Geräten sind zweifelsfrei geklärt.
  - Der Apnoe-Test ist zum Nachweis aller Ausfallbefunde des Gehirns unerlässlich. Bei vorschriftsgemäßer Untersuchung ist keine zusätzliche Schädigung des Gehirns zu befürchten.
  - Weltweit ist keine Erholung der Hirnfunktion eines Menschen nachgewiesen worden, der nach richtliniengemäß festgestelltem und dokumentiertem Ausfall der Gesamtfunktion seines Gehirns weiterbehandelt wurde.
- 2014 – DGNI, DGN, DGNC (PDF; 164 kB)
 Die DSO nennt für 3 Jahre 8 Organspender, bei denen der Hirntod formal nicht richtig diagnostiziert wurde. In allen Fällen fiel der Fehler auf, bevor es zur Organentnahme kam. Die DGNI, DGN und DGNC nehmen hierzu Stellung:
  - Die Hirntoddiagnostik ist die sicherste Diagnostik in der Medizin, wenn sie nach den geltenden Kriterien durchgeführt wird. Um den hohen Standard aus qualitativ abzusichern, sollte mindestens ein Neurologe oder Neurochirurg mit langjähriger Erfahrung bei der Hirntoddiagnostik beteiligt sein.
  - Das diskutierte Konzept des Non-Heart-Beating-Donors (NHBD, siehe Herztodkriterium) ist weiterhin strikt abzulehnen, da es ein höheres Risiko von Fehldiagnosen in sich birgt.
  - Der Hirntod bedeutet den Tod des Individuums.
  - Die Feststellung des Hirntodes wird vor dem Hintergrund einer eventuellen Transplantation durchgeführt.
- 2015 – DGNI, DGN, DGNC (PDF)
  - Ein Neurologe oder Neurochirurg sollte bei der Hirntoddiagnostik dabei sein. Derzeit ist dies bei etwa ¾ der Hirntoddiagnostik der Fall.
  - NHBD ist strikt abzulehnen.
  - Bei mehr als der Hälfte der Patienten wird der Hirntod diagnostiziert, auch wenn nach der Diagnose keine Organentnahme erfolgt.[Anm. 4]

### Richtlinien zur Feststellung des Hirntodes
In den Jahren 1982 brachte der Wissenschaftliche Beirat der Bundesärztekammer seine erste „Entscheidungshilfe zur Feststellung des Hirntodes“ heraus. In den Jahren 1986, 1991 und 1997 erfolgte eine Fortschreibung, die aufgrund weiterer Untersuchungsmöglichkeiten erforderlich war. Die sprachliche Anpassung an das im Jahr 1997 verabschiedete Transplantationsgesetz führte zu der „Richtlinie zur Feststellung des Hirntodes“ im Jahre 1998. In diesen heißt es:
- 1982: „Der Hirntod ist der Tod des Menschen. … Hirntod und somit der Tod des Patienten diagnostiziert am“[50]
- 1986: „Der Hirntod ist der Tod des Menschen. … Hirntod und somit der Tod des Patienten diagnostiziert am“[51]
- 1991: „Der Hirntod ist der Tod des Menschen. … wird der Hirntod und somit der Tod des Patienten festgestellt am“[52]
- 1997: „Die klinischen Zeichen des Hirntodes hingegen sind seit drei Jahrzehnten uneingeschränkt gültig und der Nachweis des Hirntodes weltweit als sicheres Todeszeichen anerkannt. … Mit dem Hirntod ist naturwissenschaftlich-medizinisch der Tod des Menschen festgestellt. … wird der Hirntod und somit der Tod des Patienten festgestellt am“[53]
- 1998: „Mit dem Hirntod ist naturwissenschaftlich-medizinisch der Tod des Menschen festgestellt. Wird vom Arzt ein äußeres sicheres Zeichen des Todes festgestellt, so ist damit auch der Hirntod nachgewiesen. … wird der Hirntod und somit der Tod des Patienten festgestellt am“[54]

Am 30. März 2015 setzte das Bundesministerium für Gesundheit (BMG) die vierte Fortschreibung der Richtlinie für die Feststellung des Hirntodes in Kraft. Darin heißt es:
- 2015: „Mit der Feststellung des endgültigen, nicht behebbaren Ausfalls der Gesamtfunktion des Großhirns, des Kleinhirns und des Hirnstamms (irreversibler Hirnfunktionsausfall) ist naturwissenschaftlich-medizinisch der Tod des Menschen festgestellt. Das unwiderrufliche Erlöschen der Gehirnfunktion wird entweder durch die in dieser Richtlinie dargestellten Verfahrensregeln oder durch das Vorliegen anderer sicherer Todeszeichen, wie Totenflecke oder Leichenstarre, nachgewiesen. Liegt ein anderes sicheres Todeszeichen vor, so ist damit auch der irreversible Hirnfunktionsausfall eingetreten und nachgewiesen. … Damit ist der Tod des Patienten festgestellt am“[55]

Zu den häufig als Kriterium eines nicht eingetretenen Hirntodes genannten Schwangerschaften heißt es 1997 in der o. g. Entscheidungshilfe: „Das Fortbestehen einer Schwangerschaft widerspricht nicht dem eingetretenen Hirntod der Mutter. Eine Schwangerschaft wird endokrinologisch von der Plazenta und nicht vom Gehirn der Mutter aufrechterhalten.“

Das BMG bestätigte mit seiner Richtlinie aus dem Jahre 2015 diese Aussage mit den Worten: „Das Fortbestehen einer Schwangerschaft widerspricht nicht dem eingetretenen irreversiblen Hirnfunktionsausfall der Mutter. Eine Schwangerschaft wird endokrinologisch von der Plazenta aufrechterhalten.“

Bezüglich der anderen, häufig genannten „Lebenszeichen“ der Hirntoten schreibt das BMG: „Folgende Konstellationen schließen die Diagnose des irreversiblen Hirnfunktionsausfalls nicht aus: Beim Hirnfunktionsausfall können spinale Reflexe, Extremitäten-Bewegungen (z. B. Lazarus-Zeichen) und vegetative Symptome (z. B. Schwitzen) sowie die Leitfähigkeit des peripheren Abschnittes von Hirnnerven, die periphere Erregbarkeit und spontane Entladungen im Elektromyogramm der Gesichtsmuskeln vorübergehend noch erhalten bleiben oder wiederkehren, solange der Körper-Kreislauf und die Beatmung aufrechterhalten werden. Diagnostische Einschränkungen durch Blutdruckschwankungen oder Fieber sind nicht bekannt. Schon während der Entwicklung des irreversiblen Hirnfunktionsausfalls kann, je nach Temperatur von Umgebung und Beatmungsluft, die Körperkerntemperatur abfallen. Der Zeitpunkt des Auftretens eines Diabetes insipidus variiert.“

### Todesbescheinigungen
Die von einem Arzt auszufüllende Todesbescheinigung beinhaltet in allen deutschen Bundesländern den Hirntod als sicheres Zeichen des Todes. In dem Artikel Ärztliche Leichenschau und Todesbescheinigung, erschienen am 28. November 2003 im Deutschen Ärzteblatt, wird der Hirntod als sicheres Todeszeichen genannt.

## Kontroversen
Verschiedene Mediziner und Wissenschaftler üben Kritik an der Hirntod-Definition als endgültigem Tod des Menschen.
So meint etwa der Alternativmediziner und Kardiologe Paolo Bavastro, dass der Begriff des „hirntoten Menschen“ eine „arglistige Täuschung“ sei, da ein Mensch mit Hirnversagen zwar „ein Mensch“ sei, dessen „Gehirn einen erheblichen Schaden“ habe und „ein schwerstkranker, sterbender Mensch“ sei, aber eben „noch kein Toter“. Ärzte könnten bei hirntoten Menschen trotzdem einen Herzschlag wahrnehmen, sie würden ihre Körpertemperatur selbst regulieren, Urin und Stuhl ausscheiden, sie könnten schwitzen und sogar Antikörper bilden, Männer könnten Erektionen bekommen und Frauen schwanger werden und gesunde Kinder gebären. Die Vorstellung, dass „nur die Hirnaktivität den Menschen zum Menschen“ mache und „der Tod des Hirns auch den Tod des Menschen bedeute“, sei überholt, so Bavastro.
Der Medizinethiker Axel W. Bauer, der von 2008 bis 2012 Mitglied des Deutschen Ethikrates war, weist auf die in ethischer Perspektive problematische Argumentationstechnik hin, die das Hirntodkonzept stützen soll. Drei zentrale Gründe, die 1997 bei Erlass des Transplantationsgesetzes zugunsten des Hirntodkonzepts sprachen, bezögen sich nicht auf objektive physiologische Tatsachen, sondern beschrieben potenzielle sozial- und individualethische Gefahren, die eintreten könnten, wenn der Gesetzgeber vom Kriterium des Hirntodes als dem Todeszeitpunkt des Menschen abwiche: 1. Der Arzt würde den Patienten bei der Organentnahme töten; 2. die aktive Sterbehilfe könnte begünstigt werden; 3. die Bereitschaft zur Organspende in der Bevölkerung könnte abnehmen. Um diese drei Szenarien vermeiden zu können, sei der Hirntod zum rechtlich bindenden Todeskriterium des Menschen erklärt worden. In wissenschaftlicher und ethischer Hinsicht unseriös sei diese Argumentation deshalb, weil sie die Begründung des Hirntodkriteriums nicht aus der Sache an sich ableite, sondern aus den unerwünschten Folgen seiner Zurückweisung. Damit werde einer funktionalen Indienstnahme des Hirntodkonzepts Vorschub geleistet, und es entstehe der Eindruck, der potenzielle Organspender solle dadurch, dass man ihn formal „für tot erklärt“, zu fremden Zwecken instrumentalisiert werden.
Der US-amerikanische Arzt Alan Shewmon, welcher früher ein bekannter Befürworter des Hirntod-Konzeptes war, vertritt die Auffassung, dass „das Gehirn nicht als zentraler Integrator aller menschlichen Körperfunktionen“ wirke. Der Neurologe hatte bis 1998 über 170 dokumentierte Fälle gefunden, in denen zwischen Feststellung des Hirntodes und Eintritt des Herzstillstands viel Zeit vergangen war. Die Spannen reichten dabei von mindestens einer Woche bis zu 14 Jahren. Der US-amerikanische „President’s Council on Bioethics“ (Ethikrat der USA) schloss sich dieser Einschätzung an. Die Vorstellung von der Gleichsetzung von Hirntod und Tod sei nach Auffassung des Rates „nicht mehr aufrechtzuhalten“. Das Gehirn sei „nicht der Integrator der verschiedenen Körperfunktionen“, vielmehr sei „die Integration eine emergente Eigenschaft des ganzen Organismus“.
Die neurologische Fachgesellschaft der Vereinigten Staaten mahnt außerdem an, dass „die Kriterien für die Feststellung des Hirntodes nicht wissenschaftlich untermauert“ seien. Beispielsweise seien die (auch in Deutschland) „vorgeschriebenen Wartezeiten zwischen der ersten und zweiten neurologischen Untersuchung“ nur „grobe Erfahrungswerte und nicht zuverlässig“. Kritisiert wird auch, dass „apparative Zusatzuntersuchungen“, wie die „Messungen der elektrischen Aktivität und der Durchblutung des Gehirns“, nicht „zum obligatorischen Standard“ gehören. Unter Umständen könnten „neurologisch unerfahrene Ärzte deshalb einen Komapatienten für tot erklären“, obwohl „seine Hirnrinde noch bei Bewusstsein“ sei.
Zudem sei die Feststellung des Hirntods mit einer Reihe von Unsicherheiten behaftet, so Joseph Verheijde, Mohamed Rady und Joan McGregor von der Non-Profit-Organisation Mayo Clinic. Sie bezweifeln, dass die etablierten Richtlinien geeignet seien, einen „irreversiblen Schaden des Gehirns mit hinreichender Sicherheit zu konstatieren“. Gehirne von für hirntot erklärten Patienten wiesen nicht alle die erwarteten schweren Schäden auf. In Deutschland gelten für die Hirntoddiagnostik die Kriterien der Bundesärztekammer. Eine apparative Untersuchung sei nur bei Kindern bis zum vollendeten zweiten Lebensjahr vorgesehen. Die in den übrigen Fällen als ausreichend erachtete klinische Diagnostik „erfasse nur Teilbereiche des Gehirns“. Funktionen des Mittelhirnes, des Kleinhirns und der Großhirnrinde würden gar nicht untersucht werden, gibt die deutsche Physikerin und Philosophin Sabine Müller von der Charité in Berlin zu bedenken. Untersuchungen mit bildgebenden Verfahren wie der Positronenemissionstomographie oder der funktionellen Magnetresonanztomographie an Patienten mit schweren Bewusstseinsstörungen ließen an der Behauptung des irreversiblen Ausfalles aller Hirnfunktionen zweifeln.

### Überlebende eines vermeintlichen Hirntodes
Es gab Fälle von Personen, die in den Medien als Hirntote beschrieben wurden, aber wieder zu Bewusstsein kamen. Als Erklärung kommt in Frage:
- Es wurde Hirntod angenommen, aber die Hirntoddiagnostik war noch nicht abgeschlossen, sodass noch kein Hirntod vorlag. Beispielsweise wurde im Mai 2018 weltweit darüber berichtet, dass ein 13-jähriger Junge aus dem US-Staat Alabama angeblich aus dem Hirntod wieder aufgewacht sei. Die Ärzte hatten einen Hirntod angenommen und die Eltern des Jungen die Organe zur Transplantation freigegeben. Einen Tag vor dem geplanten endgültigen EEG-Test zeigte der Junge wieder Lebenszeichen und erwachte später aus dem Koma.[65][66]

- Die Hirntoddiagnostik wurde nicht korrekt durchgeführt. Beispielsweise kam eine 41-jährige Frau im Jahr 2009 nach einer Drogenüberdosis in eine New Yorker Klinik. Dort wurden die Untersuchungen nicht korrekt durchgeführt und Lebenszeichen ignoriert. Kurz vor der Organentnahme kam die Frau wieder zu sich. Die Klinik wurde im September 2012 zu einer Geldstrafe von 22.000 Dollar verurteilt.[67]

#### Grundsätzliches
Der amerikanische Neurologe Alan Shewmon veröffentlichte im Jahr 1998 das Ergebnis seiner Studie. Er trug die Daten von insgesamt über 170 Menschen zusammen, die nach der Feststellung des Hirntodes intensivmedizinisch weiterbehandelt wurden. Bis zum irreversiblen Herzstillstand vergingen zwischen einer Woche und 14 Jahren. Keiner dieser Hirntoten kehrte ins Leben zurück. Alle verblieben bis zum Herzstillstand in ihrem Zustand des Hirntodes.
Zu der Studie ist anzumerken: Von den 175 von Alan Shewmon dokumentierten Hirntoten ist bei 56 der Hirntod hinreichend sicher dokumentiert.
Über die Hirntoten selbst schreibt Alan Shewmon zusammenfassend: Die drei Hirntoten mit den längsten Zeiten (2,7 und 5,1 und 14,5 Jahre) waren Neugeborene und kleine Kinder. Alle 9 Hirntoten mit Zeiten über 4 Monate waren jünger als 18 Jahre. Allen 17 Hirntoten mit über 30 Jahren versagte der Blutkreislauf innerhalb der ersten 2,5 Monate.

#### Anwältin (Hongkong, 2009)
Eine Anwältin aus Hongkong erlitt im April 2009 einen Herzinfarkt und fiel infolgedessen in ein Koma. Es wurde der Tod ihres Stammhirns erklärt. Sie erlangte allerdings drei Tage nach ihrer Einlieferung wieder das Bewusstsein.

#### Jugendlicher (England 2008)
Ein damals 17-jähriger Jugendlicher hatte 2008 nach einem Autounfall schwere Kopfverletzungen erlitten und wurde nach zwei Tagen fälschlich von vier Ärzten einer Klinik für hirntot erklärt, nachdem sie anhand von CT-Aufnahmen von einem irreversiblen Hirnschaden ausgingen. Jedoch wurde er weiter am Leben gehalten. Ein Neurologe überprüfte die Diagnose und stellte eine positive Prognose. Nach zwei Wochen erwachte der vermeintlich Hirntote aus dem Koma. 2012 studierte der dann 21-Jährige Rechnungswesen.

### Hirntote Schwangere
In der „Entscheidungshilfe zur Feststellung des Hirntodes“ der Bundesärztekammer des Jahres 1997 heißt es: „Das Fortbestehen einer Schwangerschaft widerspricht nicht dem eingetretenen Hirntod der Mutter. Eine Schwangerschaft wird endokrinologisch von der Plazenta und nicht vom Gehirn der Mutter aufrechterhalten.“ Das Bundesministerium für Gesundheit bestätigte dies in seiner am 30. März 2015 herausgegebenen Richtlinie zur Feststellung des Todes: „Das Fortbestehen einer Schwangerschaft widerspricht nicht dem eingetretenen irreversiblen Hirnfunktionsausfall der Mutter. Eine Schwangerschaft wird endokrinologisch von der Plazenta aufrechterhalten.“

#### Betriebswirtin (1991)
Eine 33-jährige Betriebswirtin war in der 17. Woche schwanger, als sie am 4. Juli 1991 aus ungeklärter Ursache bewusstlos zusammenbrach. Die Frau wurde ohne Herzschlag von einem Spaziergänger gefunden, erfolgreich reanimiert und in eine Klinik gebracht. Dort wurde am 14. Juli der Tod ihres Hirnstammes anhand von Tests festgestellt, die Diagnostik zum Hirntod war allerdings noch nicht abgeschlossen, weil kein Atemtest durchgeführt wurde. Um das Kind zu retten, wurde die Schwangere in der anthroposophischen Filderklinik weiter medizinisch mit allem versorgt. Am 26. September 1991 setzten – nach 84 Tagen Versorgung auf der Intensivstation – in 28. Schwangerschaftswoche vorzeitige Wehen ein. Ihr Sohn wurde lebend durch Kaiserschnitt geboren, die Mutter starb zwei Tage danach.

#### Erlanger Baby (1992)
Im Fall des Erlanger Babys wurde bei den Vorbereitungen zur Organentnahme einer hirntoten Frau eine Schwangerschaft in der 15. Woche festgestellt. Daraufhin wurde die Organentnahme abgesagt und entschieden, die Schwangerschaft auszutragen. Die Frau wurde intensivmedizinisch mit Beatmung, Kreislauftherapie und Hormonersatz weiterbehandelt, so dass ihr Körper und damit auch der Uterus in seiner Grundfunktion erhalten blieben. Der Fetus wuchs normal, bis es durch eine Infektion in der 20. Schwangerschaftswoche zu einer Frühgeburt kam, die das Kind nicht überlebte. Am Tag der Geburt wurden die lebenserhaltenden Maßnahmen für die hirntote Mutter abgestellt, zu diesem Zeitpunkt war eine Organentnahme nicht mehr möglich.
Der hirntoten Schwangeren war ein rechtlicher Betreuer bestellt worden, um über die weitere medizinische Behandlung zu entscheiden. In dem Beschluss des Amtsgerichtes Hersbruck heißt es:

„Die Bestellung eines vorläufigen Betreuers für die genannten Aufgabenkreise erschien erforderlich, ungeachtet der Tatsache, daß die Betroffene tot im Sinne des Gesetzes ist… Zur Klarstellung wird darauf hingewiesen, daß die Entscheidung des vorläufigen Betreuers über das Abschalten der funktionserhaltenden Apparate vor Entbindung oder Tod der Leibesfrucht im Mutterleib einer Genehmigung durch das Gericht bedarf. Nach diesem Zeitpunkt ist eine Genehmigung nicht mehr erforderlich.“

Es stellte sich die Frage, ob es ethisch gerechtfertigt werden kann, die hirntote Mutter solange künstlich zu beatmen und zu ernähren, bis der Fetus per Kaiserschnitt auf die Welt geholt werden kann, und ob es ethisch gerechtfertigt werden kann, einen Fetus in einer hirntoten Mutter bis zur Geburt wachsen zu lassen.
Das Bundesverfassungsgericht bestätigte im Jahr 1975 den Schutz des ungeborenen Kindes: „Wo menschliches Leben existiert, kommt ihm Menschenwürde zu; es ist nicht entscheidend, ob der Träger sich dieser Würde bewusst ist und sie selbst zu wahren weiß. Die von Anfang an im menschlichen Sein angelegten potentiellen Fähigkeiten genügen, um die Menschenwürde zu begründen.“

#### Hirntote Medizintechnikerin (2013)
Am 26. November 2013 kollabierte eine 33-jährige, in der 14. Woche schwangere Medizintechnikerin, aufgrund einer schweren Lungenembolie. Im John Peter Smith Hospital in Fort Worth, Texas, wurde der Hirntod diagnostiziert. Die Familienangehörigen, einschließlich des Ehemanns, sprachen sich für eine Beendigung lebenserhaltender Maßnahmen aus, da sich die Betroffene selbst in früheren Gesprächen mit dem Ehemann dagegen ausgesprochen hatte. Dies wurde jedoch vom behandelnden Krankenhaus mit Hinweis auf texanische Gesetze verweigert. Daraufhin klagte der Ehemann gegen das Krankenhaus. Der Fall löste intensive ethische Diskussionen aus. Nach zwei Monaten wurde dem Kläger Recht gegeben, und die Patientin samt dem ungeborenen Kind verstarb nach dem Abschalten der lebenserhaltenden medizinischen Versorgung.